# De prins en de bedelaar

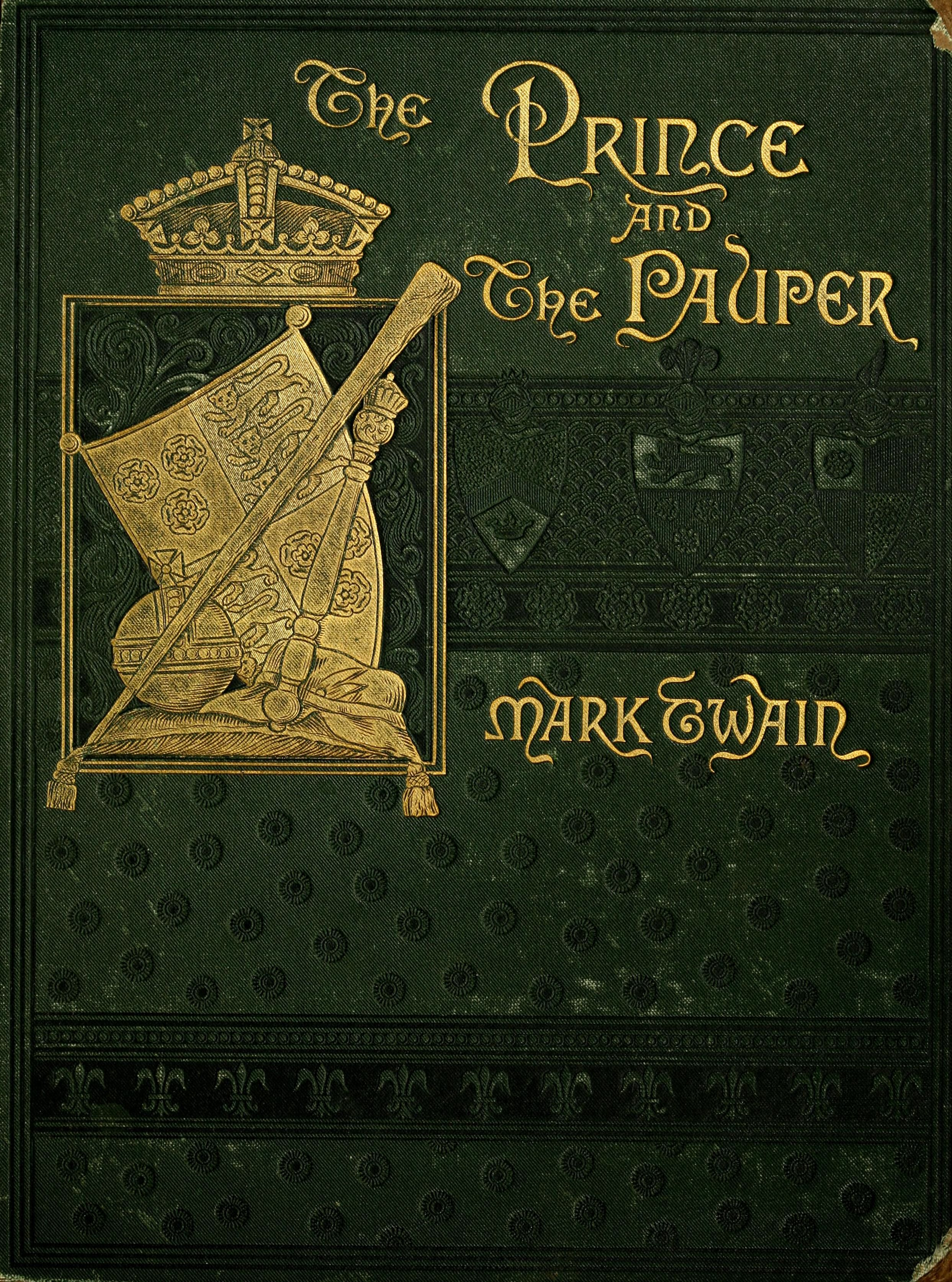
Omslag van De prins en de bedelaar

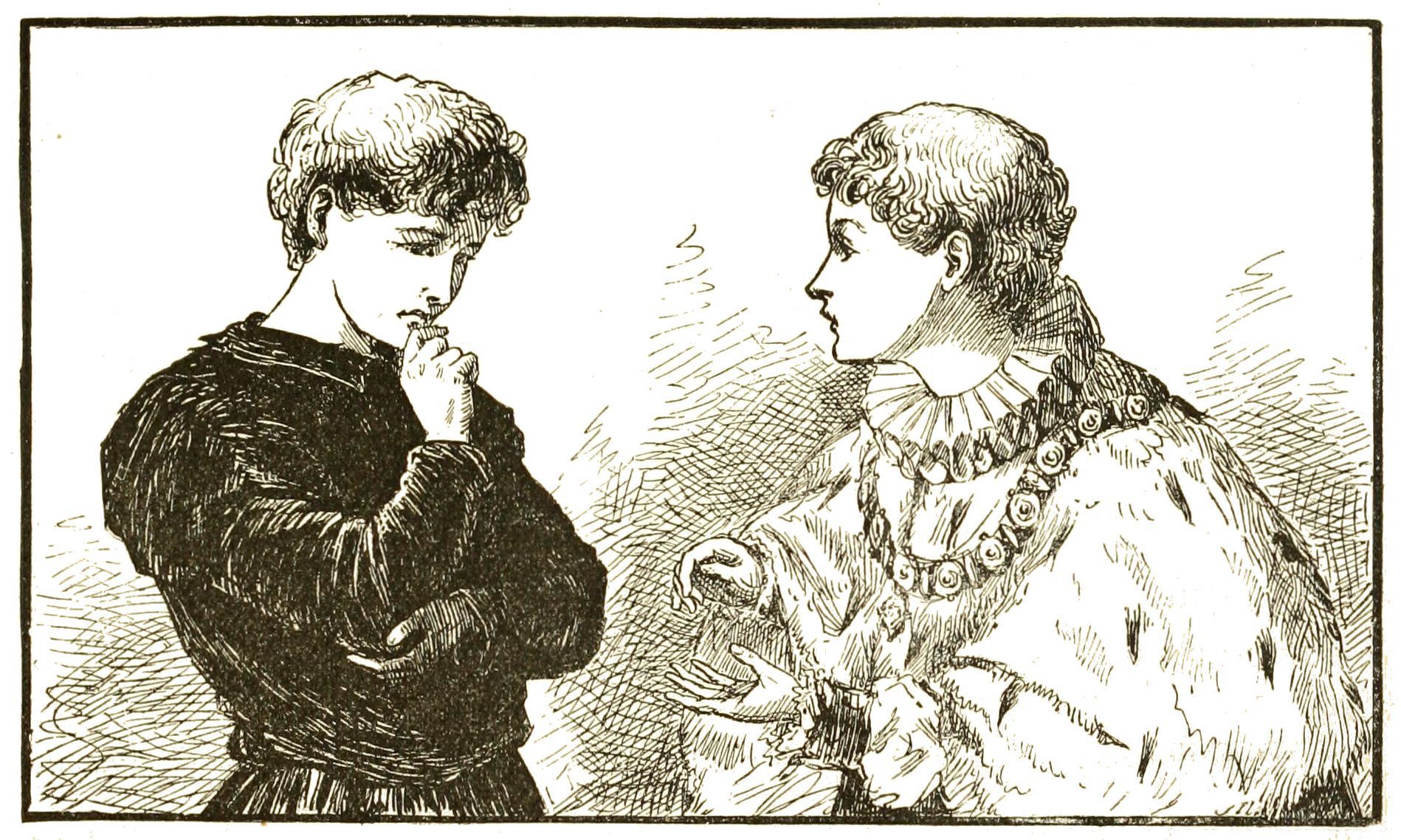
Illustratie uit 1882

De prins en de bedelaar (Engels: The Prince and the Pauper) is een historische roman van de Amerikaanse auteur Mark Twain, gepubliceerd in 1881. Het boek beschrijft een avontuur van koning Edward VI van Engeland. 
Met een historische roman wordt bedoeld dat het verhaal zich afspeelt rondom personen die werkelijk bestonden, niet dat het verhaal werkelijk gebeurd is.

## Verhaal

### Inleiding
Tom Canty is op 12 oktober 1527 geboren in een arm gezin in Londen. Zijn vader zet hem aan het bedelen en slaat hem als hij te weinig geld thuisbrengt. Van zijn moeder en zijn twee oudere zussen ontvangt hij meer liefde.
Toevallig komt Tom bij het koninklijk paleis. Achter de hekken vangt hij een glimp op van prins Edward, maar meteen daarna wordt hij door een soldaat weggeslagen. De prins ziet dat, bestraft de soldaat en laat Tom binnenkomen. Zo maken Edward en Tom kennis met elkaar. Voor de grap verwisselen ze hun kleren. Ze constateren dat ze sprekend op elkaar lijken.
Dan ziet Edward dat de soldaat bij het hek Tom flink verwond heeft. Hij gaat - nog steeds in de lompen van Tom - naar buiten om de soldaat de les te lezen. De soldaat herkent de prins echter niet, gooit hem buiten de poort en verdrijft hem van het paleis. Edward doet nu zijn uiterste best terug in het paleis te komen, maar iedereen lacht hem uit als hij zegt dat hij de prins is.

### Tom in het paleis
Intussen wacht Tom op de terugkomst van de prins. Hij ontmoet de leden van de hofhouding en probeert ze te laten geloven dat hij Tom is en niet de prins. Niemand gelooft hem echter, men veronderstelt dat hij zijn verstand kwijt is.
De koning heeft een politieke gevangene, de hertog van Norfolk, die hij ter dood wil brengen. Daarvoor heeft hij het grootzegel nodig, dat aan de prins in bewaring is gegeven. Tom weet echter niet wat een grootzegel is, laat staan waar het is opgeborgen.
Als de koning overlijdt, krijgt Tom te horen dat hij nu koning is. Hij berust in zijn lot.
Hij vernietigt het doodvonnis van de hertog van Norfolk (die overigens wel gevangen blijft).
Hij ziet dat mensen soms op flinterdun bewijs veroordeeld worden en zorgt ervoor dat ze vrijgesproken worden.

### Edward en Miles Hendon
Intussen vindt Edward een beschermer: Miles Hendon. Miles gelooft net zomin als alle anderen dat de armoedige jongen de prins is, maar hij speelt het spel mee en neemt Edward in bescherming.
Miles is op weg naar zijn ouderlijk huis, Hendon Hall. Hij is tien jaar weg geweest en verlangt vurig naar zijn oude vader, zijn broers Arthur en Hugh en naar Edith, de verloofde van Arthur. Hij neemt Edward mee.
Intussen horen ze dat koning Hendrik overleden is. Edward is nu koning en hij slaat Miles tot ridder. Miles speelt het spelletje mee, niet wetende dat hij inderdaad rechtsgeldig geridderd is.
Edward schrijft een brief in het Engels, Latijn en Grieks aan zijn oom, de graaf van Hertford. Hij vraagt Miles de brief te bezorgen. Miles belooft dat, hoewel hij er geen heil in ziet. 
Miles kent geen vreemde talen en denkt niet dat zijn beschermeling vreemde talen kent: hij veronderstelt dat de jongen willekeurige krabbels heeft geschreven. 
In Hendon Hall blijkt Sir Miles echter niet welkom te zijn. Zijn vader en Arthur zijn dood en Hugh beweert dat Miles ook dood is, zodat de bezoeker alleen maar een bedrieger kan zijn. Edith wordt erbij gehaald. Het blijkt dat ze inmiddels met Hugh getrouwd is. Na enige aarzeling zegt ze dat ze Miles niet herkent. Hugh laat Miles en Edward in de gevangenis gooien.
In de gevangenis ziet Edward hoe vriendelijke mensen wegens een miniem vergrijp levend worden verbrand.
Hij neemt zich voor de wetten te veranderen als hij op de troon zit.
Na enkele dagen komen Miles en Edward weer vrij.
Ze hebben gehoord dat de nieuwe koning binnenkort gekroond zal worden.
Het is voor Edward duidelijk dat een troonpretendent zijn plaats heeft ingenomen en hij wil zo snel mogelijk naar Londen om de kroning te verhinderen.
Dat komt Miles wel goed uit.
Hij is zijn laatste pied à terre kwijt en zijn enige strohalm is een vriend van zijn vader, die in het paleis werkt.
Bij aankomst in Londen zijn de feestelijkheden voor de kroning in volle gang.
In het feestgewoel raken Miles en Edward elkaar kwijt.
De koning besluit op eigen gelegenheid naar Westminster Abbey te gaan.

### Ontknoping
Edward rent bij de kroningsceremonie de kerk in en roept dat hij de wettige koning is.
Tom Canty zit op de troon.
Voordat de soldaten Edward kunnen grijpen, zegt hij dat de jongen inderdaad de wettige koning is en dat hij bij hem moet worden gebracht.
Daarmee is het voor Edward meteen duidelijk dat Tom geen bedrieger is die hem de troon afhandig wil maken.
De jongens leggen het verhaal uit.
Ze zijn het met elkaar eens, bovendien valt niet te ontkennen dat ze sprekend op elkaar lijken, maar de aartsbisschop van Canterbury en de graaf van Hertford, die de ceremonie leiden, zijn niet zo makkelijk te overtuigen.
Dan vraagt Hertford waar het vermiste grootzegel is.
Edward kan zich dat zo snel niet herinneren.
Tom doet zijn uiterste best om hem te helpen zijn geheugen terug te vinden, en na enige moeite kan Edward inderdaad aanwijzen waar hij het grootzegel verborgen heeft.
Daarmee is het verhaal van de jongens bewezen en kunnen ze opnieuw van plaats wisselen.
Intussen is Sir Miles op zoek naar Edward. Hij besluit de volgende dag naar het paleis te gaan, niet omdat hij hoopt de jongen daar te vinden maar om de vriend van zijn vader om hulp te vragen.
Hij zag er al armoedig uit, maar in Londen is hij ook nog in een vechtpartij terechtgekomen, waardoor hij bepaald geen waardig uiterlijk meer heeft.
Bovendien hebben zakkenrollers hem van zijn laatste geld afgeholpen.
Bij het paleis wordt hij gefouilleerd. De soldaten vinden het enige wat hij nog heeft: het briefje dat de koning aan Hertford geschreven had.
Ze concluderen dat Miles ook een troonpretendent is en brengen het briefje aan de koning.
Koning Edward zorgt er onmiddellijk voor dat Miles bij hem wordt gebracht en met égards wordt behandeld.
Miles is stomverbaasd als hij ziet dat de jongen, die zich verbeeldde de koning te zijn, werkelijk de koning is.

### Besluit
Tom Canty krijgt de titel King's Ward en wordt met zijn moeder en zijn twee zussen door de koning onderhouden.
Hugh Hendon wordt verbannen. Sir Miles krijgt Hendon Hall terug en trouwt alsnog met Edith.
Het blijkt dat Edith had gezegd dat ze Miles niet herkende omdat Hugh had gedreigd Miles te doden.
De koning beloont verder allen die goed voor hem waren, waaronder veel van de mensen in de gevangenis.
Ongetwijfeld had de schrijver willen besluiten met de mededeling dat de hoofdrolspelers nog lang en gelukkig leefden, maar daarmee zou hij de geschiedenis geweld aan doen: Edward werd slechts 15 jaar oud.